# Liste de jeux Windows (B)
Cette liste de jeux Windows dont le titre commence par la lettre B recense des jeux vidéo sortis sur le système d'exploitation Windows pour PC.
Pour un souci de cohérence, la liste utilise les noms français des jeux, si ce nom existe.
Cette liste est découpée, il est possible de naviguer entre les pages via le sommaire.
- B-17 Flying Fortress: The Mighty 8th
- Baba Is You
- Babe: A Little Pig Goes a Long Way
- Babel Rising 3D
- Babbdi (en)
- Babyz
- Back 4 Blood
- Back to Bed
- Back Track
- Backyard Baseball
- Backyard Baseball 2001
- Backyard Baseball 2003
- Backyard Baseball 2005
- Backyard Baseball 2007
- Backyard Baseball '09
- Backyard Basketball
- Backyard Basketball 2004
- Backyard Football
- Backyard Football 2002
- Backyard Football 2004
- Backyard Football 2006
- Backyard Football 2008
- Backyard Football 2009
- Backyard Hockey
- Backyard Hockey 2005
- Backyard Skateboarding (2004)
- Backyard Skateboarding (2005)
- Backyard Soccer
- Backyard Soccer 2004
- Backyard Soccer: MLS Edition
- Backyard Sports: Baseball 2007
- Backyard Sports: Basketball 2007
- Backyard Sports: Sandlot Sluggers
- Baconing, The
- Bad Boys 2
- Bad Day L.A.
- Bad Day on the Midway
- Bad Hotel
- Bad Milk
- Bad Mojo
- Bad North
- Bad Piggies
- Bad Rats
- Badland
- Baja: Edge of Control
- Baku Baku Animal
- Balan Wonderworld
- Balance of Power
- Baldies
- Baldo
- Baldr Force
- Baldur's Gate
  - Baldur's Gate: Tales of the Sword Coast
  - Baldur's Gate: Enhanced Edition
  - Baldur's Gate: Siege of Dragonspear
- Baldur's Gate II: Shadows of Amn
  - Baldur's Gate II: Throne of Bhaal
  - Baldur's Gate II: Enhanced Edition
- Baldur's Gate III
- Ball, The
- Ballades au pays de Mère l'Oie
- Ballance
- Ballistics
- Balls of Steel (en)
- Band of Bugs
- Bandit Kings of Ancient China
- Bandits: Phoenix Rising
- Bang Bang Racing
- Bang! Gunship Elite
- Bang! Howdy
- Banished
- Banner of the Maid
- Banner Saga, The
- Banner Saga 2, The
- Banner Saga 3, The
- Banzai Bug
- Barbie au bal des douze princesses
- Barbie Aventure : Aventures équestres
- Barbie aventurière
- Barbie: Beach Vacation
- Barbie : Belle au bois dormant
- Barbie cavalière : Stage d'équitation
- Barbie : Cœur de princesse
- Barbie détective 2 : Les Vacances mystérieuses
- Barbie Diaries, The : High School Mystery
- Barbie et le Cheval magique
- Barbie: Fashion Designer
- Barbie: Fashion Show
- Barbie : Féerie sur glace
- Barbie : Gymnastique
- Barbie Horse Adventures: The Ranch Mystery
- Barbie: Ocean Discovery
- Barbie, princesse de l'Île merveilleuse
- Barbie, princesse Raiponce : L'Aventure créative
- Barbie : Salon de beauté
- Barbie sauve les animaux
- Barbie et le Secret des sirènes
- Barbie : Sports extrême
- Barbie : Studio de danse
- Barbie styliste : Défilé de mode
- Barbie: Top Model
- Barbie et les Trois Mousquetaires
- Bardbarian
- Bard's Tale, The
- Bard's Tale IV, The: Barrows Deep
- Barkley, Shut Up and Jam: Gaiden
- Barotrauma
- Barrow Hill
- Baseball 2000
- Baseball Mogul
- Baseball Mogul 99
- Baseball Mogul 2000
- Baseball Mogul 2002
- Baseball Mogul 2003
- Baseball Mogul 2004
- Baseball Mogul 2005
- Baseball Mogul 2006
- Baseball Mogul 2007
- Baseball Mogul 2008
- Baseball Mogul 2009
- Baseball Mogul 2010
- Baseball Mogul 2011
- Baseball Mogul 2012
- Baseball Mogul 2013
- Baseball Mogul 2014
- Baseball Mogul 2015
- Baseball Stars 2
- Basement Collection, The
- Basketball Pro Management 2012
- Basketball Pro Management 2013
- Basketball Pro Management 2014
- Basketball Pro Management 2015
- Bastion
- Bataille d'Angleterre, la
- Bataille pour Wesnoth, La
- Batman Forever
- Batman Forever: The Arcade Game
- Batman: The Telltale Series
- Batman: The Enemy Within
- Batman: Arkham Asylum
- Batman: Arkham City
  - Batman: Arkham City - Harley Quinn se venge
- Batman: Arkham Origins
  - Batman: Arkham Origins - Cœur de glace
- Batman: Arkham Origins Blackgate
- Batman: Arkham Knight
- Batman: Arkham Knight - En famille
- Batman: Arkham VR
- Batman: Justice Unbalanced
- Batman: Partners in Peril
- Batman: Rise of Sin Tzu
- Batman: Toxic Chill
- Batman : Vengeance
- Battalion 1944
- Battle Arena Toshinden 2
- Battle B-Daman
- Battle Breakers
- Battle Brothers
- Battle Chasers: Nightwar
- Battle Chess
- Battle Chief Brigade
- Battle Engine Aquila
- Battle for Troy
- Battle Beast
- Battle Fantasia
- Battle Isle
- Battle Isle 2
- Battle Isle 3: Shadow of the Emperor
- Battle Isle: The Andosia War
- Battle Mages
  - Battle Mages: Sign of Darkness
- Battle of Britain
- Battle of Britain 2: Wings of Victory !
- Battle of Europe
- Battle of Polytopia, The
- Battle: Los Angeles
- Battle Rage
- Battle Realms
  - Battle Realms: Winter of the Wolf
- Battle vs. Chess
- BattleBlock Theater
- Battleborn
- Battlecruiser 3000AD
- Battlefield 1942
  - Battlefield 1942 : La Campagne d'Italie
  - Battlefield 1942 : Arsenal secret
- Battlefield 2
  - Battlefield 2 : Forces spéciales
- Battlefield 2042
- Battlefield 2142
  - Battlefield 2142: Northern Strike
- Battlefield 3
  - Battlefield 3: Aftermath
- Battlefield 4
- Battlefield 1
  - Battlefield 1: They Shall Not Pass
  - Battlefield 1: In the Name of the Tsar
- Battlefield V
- Battlefield: Bad Company 2
  - Battlefield: Bad Company 2 Vietnam
- Battlefield Hardline
- Battlefield Heroes
- Battlefield Online
- Battlefield Play4Free
- Battlefield Vietnam
- Battlefleet Gothic: Armada
- Battlefleet Gothic: Armada 2
- BattleForge
- Battleground: Ardennes
- Battleground 2: Gettysburg
- Battleground 3: Waterloo
- Battleground 4: Shiloh
- Battleground 5: Antietam
- Battleground 6: Napoleon in Russia
- Battleground 7: Bull Run
- Battleground 8: Prelude to Waterloo
- Battleground 9: Chickamauga
- Battlerite
- Battles in Time
- Battlestar Galactica Online
- Battlestations: Midway
- Battlestations: Pacific
- Battlestrike: Call to Victory
- Battlestrike: The Road to Berlin
- Battlestrike: The Siege
- Battlestrike : Dans la ligne de mire
- BattleTech (2018)
- Battletoads (2020)
- Battlezone (1998)
- Battlezone (2016)
- Battlezone II: Combat Commander
- Bayonetta
- Beach Date by starmaidgames
- Beach Head 2000
- Beach Head 2002
- Beach King Stunt Racing
- Beach Life
- Beam Breakers
- BeamNG.drive
- Beast Wars: Transformers
- Beast Within, The: A Gabriel Knight Mystery
- Beat da Beat
- Beat Hazard
- Beat Hazard 2
- Beat Saber
- Beatbuddy: Tale of the Guardians
- Beats of Rage
- Beavis and Butt-head: Bunghole in One
- Beavis and Butt-Head Do U.
- Beavis and Butt-Head in Virtual Stupidity
- Become a Great Artist in Just 10 Seconds
- Bedlam
- Bee Movie, le jeu
- Beeknighted
- Beer Tycoon
- Beetle Crazy Cup
- Before We Leave
- Beggar Prince
- Beginner's Guide, The
- Behold the Kickmen
- Beholder
  - Beholder 2
  - Beholder 3
  - Beholder Conductor
- Beijing 2008
- Bejeweled
- Bejeweled 2
- Bejeweled 3
- Bejeweled Blitz
- Bejeweled Twist
- Bella Sara
- Below
- Ben Jordan: Paranormal Investigator
- Ben There, Dan That!
- Bendy and the Ink Machine
- Beneath a Steel Sky
- Berlin 1943 : Les Secrets de l'opération Wintersun
- Bermuda Syndrome
- Berserk and the Band of the Hawk
- Besiege
- Besieger
- Bet on Soldier
  - Bet on Soldier: Blood of Sahara
  - Bet on Soldier: Black-Out on Saigon
- Betrayal in Antara
- Between
- Beyond a Steel Sky
- Beyond Blue
- Beyond Divinity
- Beyond Eyes
- Beyond Good and Evil
- Beyond Good and Evil 2
- Beyond Space
- Beyond Time
- Beyond: Two Souls
- B-Hunter: Chasseur de primes
- Bible Black
- Bicycle Games: Board
- Bicycle Games: Casino
- Bidulo Trésor de l'oncle Ernest, Le
- Bientôt l'été
- Bienvenue chez les Ch'tis, le jeu
- Bienvenue chez les Robinson
- Big Bang Beat: 1st Impression
- Big Bang Bidule chez l'oncle Ernest
- Big Biz Tycoon
- Big Biz Tycoon 2
- Big Brain Wolf
- Big Mutha Truckers
- Big Mutha Truckers 2 : Une virée en enfer
- Big Pharma
- Big Rigs: Over the Road Racing
- Big Scale Racing
- Bigfoot: Collision Course
- Bikini Karate Babes
- Bikini Karate Babes 2
- Bilbo le Hobbit
- Billy Hatcher and the Giant Egg
- Billy the Wizard: Rocket Broomstick Racing
- Binary Domain
- Binding of Isaac, The
  - Binding of Isaac, The: Wrath of the Lamb
- Binding of Isaac, The: Rebirth
- Bio Menace
- Biomutant
- Bionic Commando
- Bionic Commando Rearmed
- Bionicle
- Bionicle Heroes
- BiosFear
- BioShock
- BioShock 2
  - BioShock 2 : Les Épreuves de protecteur
  - BioShock 2 : L'Antre de Minerve
- BioShock Infinite
  - BioShock Infinite : Carnage céleste
  - BioShock Infinite : Tombeau sous-marin
- Biped
- Birth of America
- Birthdays the Beginning
- Birthright: The Gorgon's Alliance
- Bit.Trip Beat
- Bit.Trip Core
- Bit.Trip Flux
- Bit.Trip Runner
- Bit.Trip Presents Runner 2: Future Legend of Rhythm Alien
- Bit.Trip Void
- Bittersweet Fools
- Black and White
  - Black and White : L'Île aux créatures
- Black and White 2
  - Black and White 2 : Le Combat des Dieux
- Black Book
- Black Buccaneer
- Black Clover: Quartet Knights
- Black Future '88
- Black Dahlia
- Black Desert Online
- Black Mesa
- Black Mirror, The
- Black Mirror 2
- Black Mirror 3
- Black Mirror (2017)
- Black Prophecy
- Black the Fall
- Blackbeard's Revenge
- Blackguards : L'Œil noir
- Blackguards 2
- Blackhawk
- Blackhole
- Blacklight: Tango Down
- Blacklight: Retribution
- Blacksad: Under the Skin
- BlackSite
- Blackwell Legacy, The
- Blackwell Unbound
- Blackwell Convergence
- Blackwell Deception, The
- Blackwell Epiphany, The
- Blackwood Crossing
- Blade and Soul
- Blade and Sword
- Blade Arcus from Shining
- Blade Kitten
- Blade Runner
- Blade Symphony
- Blades of Exile
- Blades of Time
- Bladestorm: The Hundred Years' War
- Blair Witch
- Blair Witch Volume 1: Rustin Parr
- Blair Witch Volume 2 : La Légende de Coffin Rock
- Blair Witch Volume 3 : Le Conte d'Elly Kedward
- Blake Stone: Aliens of Gold
- Blake Stone 2: Planet Strike
- Blam! Machinehead
- Blasphemous
- BlazBlue: Calamity Trigger
- BlazBlue: Central Fiction
- BlazBlue: Chrono Phantasma
- BlazBlue: Continuum Shift
- BlazBlue: Cross Tag Battle
- BlazeRush
- Blazing Angels: Squadrons of WWII
- Blazing Angels 2: Secret Missions of WWII
- Blazing Chrome
- Bleed
- Bleed 2
- Bleeding Edge
- Bliss Island
- Blitzkrieg
  - Blitzkrieg: Burning Horizon
  - Blitzkrieg: Rolling Thunder
- Blitzkrieg 2
  - Blitzkrieg 2: Fall of the Reich
- Blitzkrieg 3
- Blobby Volley
- Block Breaker Deluxe
- Blocks That Matter
- Blood
- Blood II: The Chosen
- Blood and Magic
- Blood Bowl
- Blood Bowl II
- Blood Bowl 3
- Blood Knights
- Blood Omen: Legacy of Kain
- Blood Omen 2: Legacy of Kain
- Blood Stone 007
- Bloodline Champions
- BloodRayne
- BloodRayne 2
- BloodRayne: Betrayal
- Bloodstained: Curse of the Moon
- Bloodstained: Ritual of the Night
- Bloody Good Time
- Blossom Tales: The Sleeping King
- BlowOut
- Blue Ice
- Blue Toad Murder Files
- Blueberry Garden
- Blues and Bullets
- Blur
- BMW M3 Challenge
- Bob le Bricoleur : Bob construit un parc
- Bob le Bricoleur : Réparer rénove un château
- Bob l'éponge : Bataille pour Bikini Bottom
- Bob l'éponge : La Créature du crabe croustillant
- Bob l'éponge, le film
- Bob l'éponge : Silence on tourne !
- Bode Miller Alpine Skiing
- Boggle CDROM
- Boiling Point: Road to Hell
- Boîte à bidules de l'oncle Ernest, La
- Boîte à bidules, La : Mission bidule WX-755
- Bomber Crew
- Bombshell
- Bone : La Forêt sans retour
- Bone : La Grande Course
- Boneworks
- Boogie Bunnies
- Book of Unwritten Tales, The
- Book of Unwritten Tales, The: The Critter Chronicles
- Book of Unwritten Tales 2, The
- Bookworm
- Bookworm Adventures
- Boppin'
- Borderlands
- Borderlands 2
- Borderlands 3
- Borderlands: The Pre-Sequel
- BorderZone
- Bossu de Notre-Dame, Le
- Botanicula
- Boulder Dash-XL
- Bound by Flame
- Boyfriend Dungeon
- Bozo View Express
- Braid
- Brain Dead 13
- Brass Tactics
- Bratz
- Bratz 4 Real
- Bratz: Babyz
- Bratz: Rock Angelz
- Bratz: Super Babyz
- Brave Frontier 2
- Braveheart
- Brawlhalla
- Breach (2011)
- Breach (2018)
- Breach and Clear
- Breach and Clear: Deadline
- Break Arts II
- Breakout
- Breath of Fire IV
- Breath of Fire 6
- Breed
- Brian Lara Cricket '99
- Brian Lara International Cricket 2005
- Brian Lara International Cricket 2007
- Bridge, The
- Bridge Constructor
- Bridge Constructor Portal
- Bridge Builder
- Brigade E5: New Jagged Union
- Brigador
- Brink
- British Open Championship Golf
- Britney's Dance Beat
- Broforce
- BROK the InvestiGator
- Broken Age
- Brothers in Arms: Road to Hill 30
- Brothers in Arms: Earned in Blood
- Brothers in Arms: Hell's Highway
- Brothers: A Tale of Two Sons
- Bruce Jenner's World Class Decathlon
- Brunswick Circuit Pro Bowling
- Brütal Legend
- Bubsy II
- Buccaneer
- Budget Cuts
- Bug!
- Bug Too!
- Bugdom
- Bugdom 2
- Buggy
- Bugs Bunny : Voyage à travers le temps
- Bugs Bunny et Taz : La Spirale du temps
- Builders of Egypt
- Building and Co : L'Architecte c'est vous !
- Bullet Witch
- Bulletstorm
- Bully: Scholarship Edition
- Bureau 13
- Bureau, The: XCOM Declassified
- Burn Cycle
- Burnout Paradise
- Bus Driver
- Bus Simulator 18
- Business Tycoon
- Byzantine: The Betrayal

| Sommaire : | Haut - A B C D E F G H I J K L M N O P Q R S T U V W X Y Z 0-9 |